# Shufflepuck Café
Shufflepuck Café är ett datorspel av air hockey-typ skapat av spelutvecklaren Brøderbund under 1988.
Spelet finns till plattformarna Amiga, Atari ST, Apple IIGS, Macintosh, Amstrad CPC, NEC PC-9801, Famicom och MS-DOS.

## Speluppbyggnad
Spelet har många likheter med spel som Pong men har grafik av mera 3D-karaktär. Man kan välja olika motståndare att spela mot och de är alla olika svåra. Spelplanen är uppbyggd tredimensionellt med ens paddel i förgrunden och motspelaren i andra änden. Med paddeln ska man slå in en hockeypuck i motspelarens mål. Först till 15 poäng vinner matchen.
Man styr paddeln med datormusen eller tangentbordet, dock blir precisionen mycket bättre om man använder musen.

## Motståndare
Spelet inbegriper åtta turneringsmotståndare samt en träningsspelare.
- Skip : en kort glasögonprydd ung man som är nybörjare och som är lätt att besegra.
- Visine : en kortväxt utomjording med stora ögon som knappt når över bordskanten och som flänger i sidoläge med sin paddel vilket gör att servarna och returerna ofta studsar framåt i snabbt sidoläge.
- Vinnie : en veteran med ett stabilt spel utan några toppar eller dalar.
- Lexan : en ödlelik utomjording och snuskigt rik playboy som erhållit en stor summa kredit för att hålla sig borta från sin hemvärld. Lexan är en skicklig motståndare som går ut hårt till en början, men under spelets gång så smuttar han på sitt champagneglas vilket gör honom gradvis berusad och mindre fokuserad på spelet vilket gör honom enklare att besegra.
- Eneg : en grisliknande utomjording som utger sig för att vara general. Eneg är nyskild och besatt av Shufflepuck, och spelar med offensiv hängivenhet.
- Nerual : utomjording utklädd i kåpa som imiterar motspelarens skottstyrka och vinklar. Slår du en lös puck så får du en lös puck tillbaka, och slår du en hård puck får du en hård puck tillbaka.
- Bejin : prinsessa som använder sig av telekinesi när hon ska serva och flyttar pucken fram till mittlinjen innan hon skjuter pucken. Två olika ljudeffekter följer med serverna, vilket indikerar åt vilket håll serven kommer landa.
- Biff : en förhärdad motorcykelklubbmedlem som är regerande Shufflepuck-mästare. Endast de bästa spelarna kan besegra Biff.

- DC3 : en robot-servitör på caféet som fungerar som träningspartner. Det går att ställa in DC3s svårighetsgrad.